# Bob Hope
Pour les articles homonymes, voir Hope.
Bob Hope, né Leslie Townes Hope le 29 mai 1903 à Londres (Angleterre) et mort le 27 juillet 2003 à Toluca Lake (Los Angeles, Californie), est un acteur, comédien de stand-up, chanteur, humoriste, athlète et écrivain américain d'origine britannique.
Avec une carrière qui a duré près de 80 ans, Hope est apparu dans plus de 70 courts et longs métrages, avec 54 longs métrages en tant que vedette principale, dont une série de sept comédies musicales intitulée Road to ... (en), avec notamment Bing Crosby comme partenaire le plus populaire de Hope.
En plus d'être le présentateur à 19 reprises de la cérémonie des Oscars du cinéma, plus que tout autre animateur, il est apparu dans de nombreuses productions scéniques et rôles à la télévision, et a écrit 14 livres. La chanson Thanks for the Memory était son air phare et est devenu sa signature.

## Biographie

### Jeunesse
Né dans le quartier d'Eltham au sud-est de Londres, Bob Hope est arrivé aux États-Unis avec sa famille à l'âge de quatre ans et a grandi près de Cleveland, dans l'Ohio.

### Carrière
Après une série de courts métrages, Bob Hope partage la vedette de Big Broadcast of 1938 (1938) de Mitchell Leisen, avec W. C. Fields, Martha Raye et Dorothy Lamour, puis la même année de College Swing de Raoul Walsh, avec George Burns et Gracie Allen.

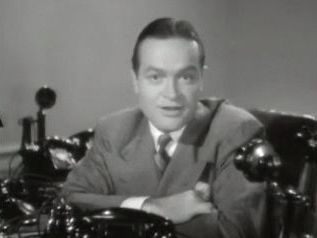
Bob Hope dans Le Mystère du château maudit (1940).

La série de sept films En route pour Road to ... (en) (1940 à 1962), avec Bing Crosby et Dorothy Lamour (celle-ci étant remplacée par Joan Collins dans le dernier opus) et en invités vedettes Anthony Quinn, Dean Martin et Jerry Lewis, Zsa Zsa Gabor ou Peter Sellers entre autres, lui assura notamment une immense popularité en Amérique.
En 1942, pendant la Seconde Guerre mondiale, il participe avec d’autres stars du cinéma à la Hollywood Victory Caravan (en), une tournée en train de deux semaines à travers les États-Unis destinée à récolter des fonds pour le soutien à l'effort de guerre.

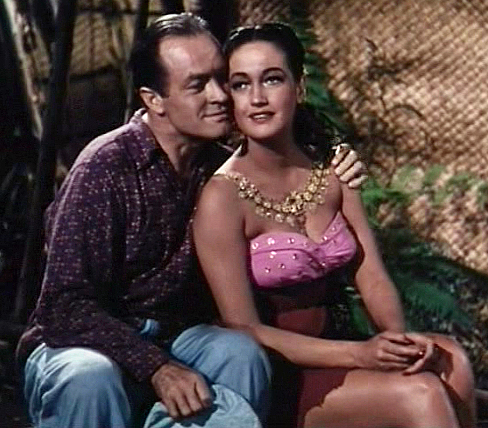
Avec Dorothy Lamour dans En route vers Bali (1952).

Grand séducteur de l'écran, Bob Hope eut pour partenaires, le plus souvent dans des comédies romantiques et absurdes exploitant les veines de l'exotisme et de la parodie (de western, de film noir...), les actrices Betty Hutton, Signe Hasso, Eva Marie Saint, Anita Ekberg, Paulette Goddard, Virginia Mayo, Joan Fontaine, Madeleine Carroll, Jane Wyman, Katharine Hepburn, Rhonda Fleming, Lana Turner, Michèle Mercier et Yvonne De Carlo, Hedy Lamarr, Lucille Ball, Rosemary Clooney, Jane Russell (en Calamity Jane !) et Elke Sommer.
Il participe aussi au film En route vers Bali (1952) de Hal Walker et joue également avec Dean Martin, Jerry Lewis, George Sanders, Mickey Rooney, Fernandel ou Vincent Price. Il s'essaie aussi au drame, par exemple dans le documentaire Beau James (en) (1957) de Gene Fowler, une biographie du politicien Jimmy Walker.
Le film Drôles d'espions (1985) de John Landis constitue son adieu au cinéma.
Il effectue ses dernières apparitions à la télévision en 1988 et 1989 dans les séries Les Routes du paradis et Les Craquantes, et dans un téléfilm de Noël, A Bob Hope Christmas (1991), aux côtés de l'acteur Macaulay Culkin.

### Autres activités
- Humoriste de talent, Bob Hope fut envoyé en mission pour accompagner les G.I.s américains lors des difficiles moments de la guerre du Viêt Nam.
- Il anima la cérémonie de remise des Oscars du cinéma à dix-neuf reprises[5].
- Il a aussi été le présentateur du concours Miss Monde 1970, ce qui lui a valu un lancer de tomates de la part de l'organisation féministe « London Women's Liberation Art Group », animée par l'artiste Margaret Harrison[6].

### Vie privée
Bob Hope joua au golf avec onze présidents américains, un privilège honorifique sans égal dans le monde du spectacle. À son décès, il reçut de nombreux et chaleureux éloges aux États-Unis.
Il possédait une villa en Californie au style futuriste, dessinée par l'architecte John Lautner et surplombant Coachella. Elle compte une piscine, un grand parc et 2 170 m2 d'espace intérieur où trône un rocher au milieu du salon, ainsi qu'une fresque de Garth Benton inspirée de l'imaginaire du Douanier Rousseau.

### Mort
Bob Hope meurt dans la matinée du 27 juillet 2003, deux mois après son centième anniversaire, à son domicile de Toluca Lake en Californie, des suites d'une pneumonie.
Après sa mort, des caricaturistes de journaux du monde entier ont rendu hommage à son travail pour l'United Service Organizations (USO) en faveur des militaires américains, et certains journaux ont présenté des dessins de Bing Crosby, décédé en 1977, accueillant Hope au Paradis.

## Filmographie

### Acteur

#### Années 1930
- 1934 : Going Spanish : Bob
- 1934 : Paree, Paree : Peter Forbes
- 1935 : Double Exposure : Robert, photographe
- 1935 : The Old Grey Mayor : Bob Hope
- 1935 : Calling All Tars
- 1935 : Watch the Birdie
- 1936 : Shop Talk
- 1938 : Big Broadcast of 1938 (The Big Broodcast of 1938) : Buzz Fielding
- 1938 : College Swing de Raoul Walsh : Bud Brady
- 1938 : Give Me a Sailor : Jim Brewster
- 1938 : Thanks for the Memory : Steve Merrick
- 1939 : Never Say Die : John Kidley
- 1939 : Some Like It Hot, de George Archainbaud : Nicky Nelson
- 1939 : Le Mystère de la maison Norman (The Cat and the Canary) : Wally Campbell

#### Années 1940
- 1940 : En route vers Singapour (Road to Singapore) : Ace Lannigan
- 1940 : Le Mystère du château maudit (The Ghost Breakers) : 'Larry' Lawrence
- 1941 : En route vers Zanzibar (Road to Zanzibar) : Hubert 'Fearless' Frazier
- 1941 : L'Engagé volontaire (Caught in the Draft) : Don Bolton
- 1941 : Nothing But the Truth de Elliott Nugent : Steve Bennett
- 1941 : Louisiana Purchase (film, 1941) : Jim Taylor
- 1942 : La Blonde de mes rêves (My Favorite Blonde) : Larry Haines
- 1942 : En route vers le Maroc (Road to Morocco) : Orville 'Turkey' Jackson / Aunt Lucy
- 1942 : Au Pays du rythme (Star spangled rythm) de George Marshall : Lui-même
- 1943 : They Got Me Covered : Robert Kittredge
- 1943 : Let's Face It : Jerry Walker
- 1944 : La Princesse et le pirate (The Princess and the Pirate) : Sylvester the Great
- 1946 : En route vers l'Alaska (Road to Utopia) : Chester Hooton
- 1946 : Le Joyeux Barbier (Monsieur Beaucaire) de George Marshall : Monsieur Beaucaire, le barbier
- 1947 : La Brune de mes rêves (My Favorite Brunette) de Elliott Nugent : Ronnie Jackson
- 1947 : Hollywood en folie (Variety Girl) de George Marshall : Bob Hope
- 1947 : À vos ordres ma générale (Where There's Life) : Michael Joseph Valentine
- 1947 : En route vers Rio (Road to Rio) : Hot Lips Barton
- 1948 : Visage pâle (The Paleface) : 'Painless' Peter Potter
- 1949 : Un crack qui craque (Sorrowful Jones) : Humphrey 'Sorrowful' Jones
- 1949 : Don Juan de l'Atlantique (The Great Lover) : Freddie Hunter

#### Années 1950
- 1950 : The Star-Spangled Revue (TV) : Host
- 1950 : Propre à rien ! (Fancy Pants) de George Marshall : Humphrey dit Arthur Tyler
- 1951 : Le Môme boule-de-gomme (The Lemon Drop Kid) de Sidney Lanfield et Frank Tashlin : Sidney Melbourne (The Lemon Drop Kid)
- 1951 : Espionne de mon cœur (My Favorite Spy) de Norman Z. McLeod : Peanuts White / Eric Augustine
- 1952 : Sous le plus grand chapiteau du monde (The Greatest Show on Earth) de Cecil B. DeMille : Spectator
- 1952 : Le Fils de visage pâle (Son of Paleface) : Peter 'Junior' Potter Jr.
- 1952 : En route vers Bali (Road to Bali) : Harold Gridley
- 1953 : Les Dégourdis de la M.P. (Off Limits) : Wally Hogan
- 1953 : Fais-moi peur (Scared Stiff) : Skeleton (Cameo appearance)
- 1953 : Il y aura toujours des femmes (Here Come the Girls) : Stanley Snodgrass
- 1953 : Christmas with the Stars (TV)
- 1954 : La Grande Nuit de Casanova (Casanova's Big Night) : Pippo Popolino
- 1955 : Mes sept petits chenapans (The Seven Little Foys) : Eddie Foy
- 1956 : Showdown at Ulcer Gulch : Cameo appearance (Influential man)
- 1956 : Si j'épousais ma femme (That Certain Feeling) : Francis X. Dignan
- 1956 : Whisky, vodka et jupon de fer (The Iron Petticoat) : Major Charles "Chuck" Lockwood
- 1957 : L'Ingrate cité (Beau James) : Mayor James J. 'Jimmy' Walker
- 1958 : À Paris tous les deux (Paris Holiday) : Robert Leslie Hunter
- 1959 : Ne tirez pas sur le bandit (Alias Jesse James) : Milford Farnsworth
- 1959 : Millionnaire de cinq sous (The Five Pennies) : Guest

#### Années 1960
- 1960 : Voulez-vous pêcher avec moi ? (The Facts of Life) de Melvin Frank : Larry Gilbert
- 1961 : L'Américaine et l'Amour (Bachelor in Paradise) : Adam J. Niles
- 1962 : Astronautes malgré eux (The Road to Hong Kong) : Chester Babcock
- 1963 : Ma femme est sans critique (Critic's Choice) de Don Weis : Parker Ballantine
- 1963 : Appelez-moi chef (Call Me Bwana) : Matthew Merriwether
- 1964 : Papa play-boy (A Global Affair) : Frank Larrimore
- 1964 : Mr. and Mrs. (TV) : Bill Blakley
- 1965 : I'll Take Sweden (en) de Frederick de Cordova : Bob Holcomb
- 1966 : Quel numéro ce faux numéro ! (Boy, Did I Get a Wrong Number!) : Thomas J. 'Tom' Meade
- 1966 : Deux Minets pour Juliette ! (Not with My Wife, You Don't!) de Norman Panama : Cameo
- 1967 : Eight on the Lam : Henry Dimsdale
- 1968 : Carnival Nights (TV)
- 1968 : La Marine en folie (The Private Navy of Sgt. O'Farrell) : Sgt. Dan O'Farrell
- 1969 : How to Commit Marriage : Frank Benson
- 1969 : Roberta (TV) : Huckleberry Haines

#### Années 1970 à 1990

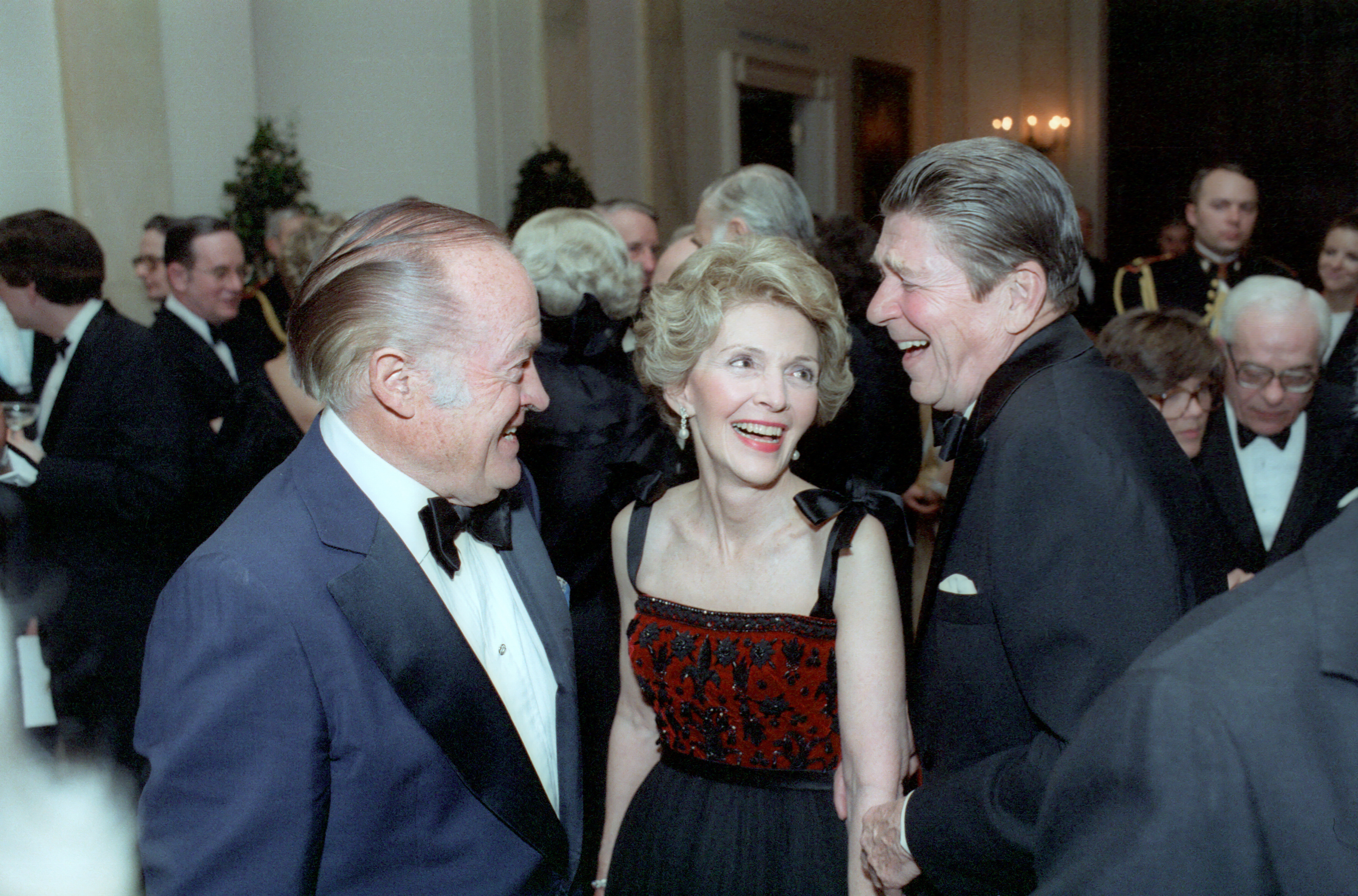
Bob Hope (à gauche) avec Nancy et Ronald Reagan, alors président des États-Unis, en 1981.

- 1971 : Plimpton! Did You Hear the One About? (TV)
- 1972 : Cancel My Reservation, de Paul Bogart : Dan Bartlett
- 1979 : Les Muppets, le film : Ice Cream Vendor
- 1985 : The American Collegiate Talent Search with Bob Hope (TV) : Host / Celebrity
- 1985 : Drôles d'espions (Spies Like Us) : Golfer
- 1986 : A Masterpiece of Murder (TV) : Dan Dolan
- 1993 : A Stand Up Life (TV)

### Producteur
- 1958 : À Paris tous les deux (Paris Holiday)
- 1959 : Ne tirez pas sur le bandit (Alias Jesse James)
- 1968 : The Bob Hope Christmas Special (TV)
- 1972 : Cancel My Reservation
- 1976 : Joys (TV)
- 1984 : Bob Hope's USO Christmas in Beirut (TV)
- 1993 : A Bob Hope Christmas (TV)

## Distinctions et hommages
- Chevalier de l'ordre de Saint-Sylvestre
- Trois Oscars d'honneur, en 1941, 1945 et 1953.
- L'aéroport Bob-Hope à Burbank en Californie, a été nommé en son honneur en 2003, peu de temps après sa mort.
- Un navire-cargo du Military Sealift Command porte son nom, l’USNS Bob Hope (en) (T-AKR-300). Lancé en mars 1997 et entré en service en novembre 1998, il s'agit de la tête de série de la classe Bob Hope (en) (Bob Hope-class vehicle cargo ship)[10].
- Le prix « Bob Hope Humanitarian Award (en) » a été créé pour récompenser un artiste ou un artisan de la télévision américaine ayant démontré son engagement par son action humanitaire. Il est remis, lorsqu'accordé, à l'occasion de la remise des prix Emmy.

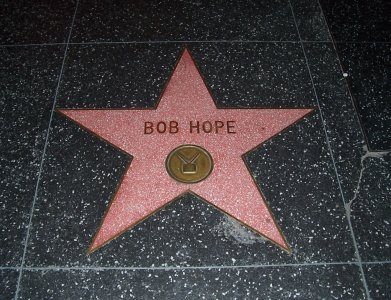
L'étoile de Bob Hope sur le Hollywood Walk of Fame de Hollywood Boulevard.
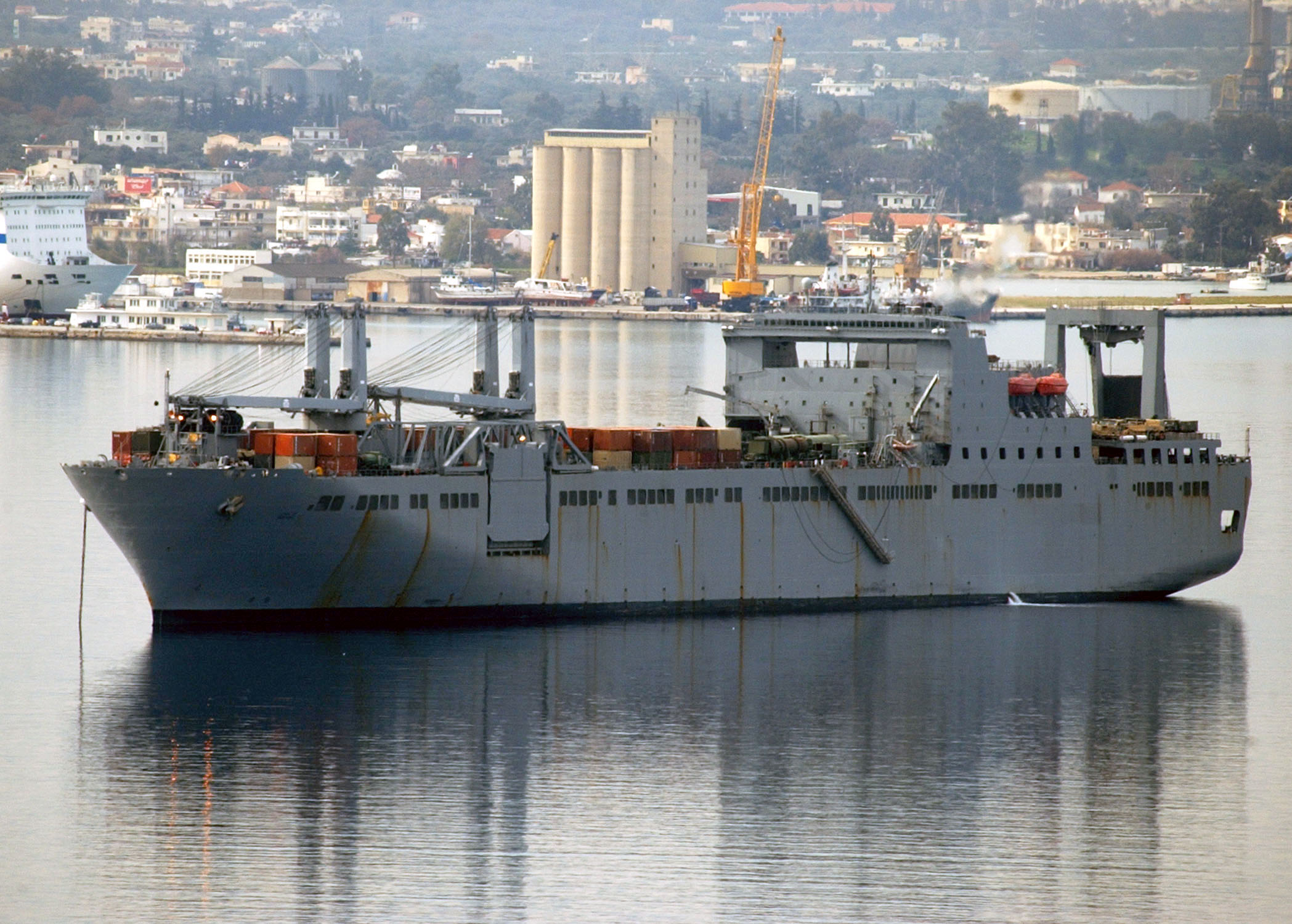
Le cargo USNS Bob Hope (en), dans le port de la baie de Souda en Crète.